# Січкарня

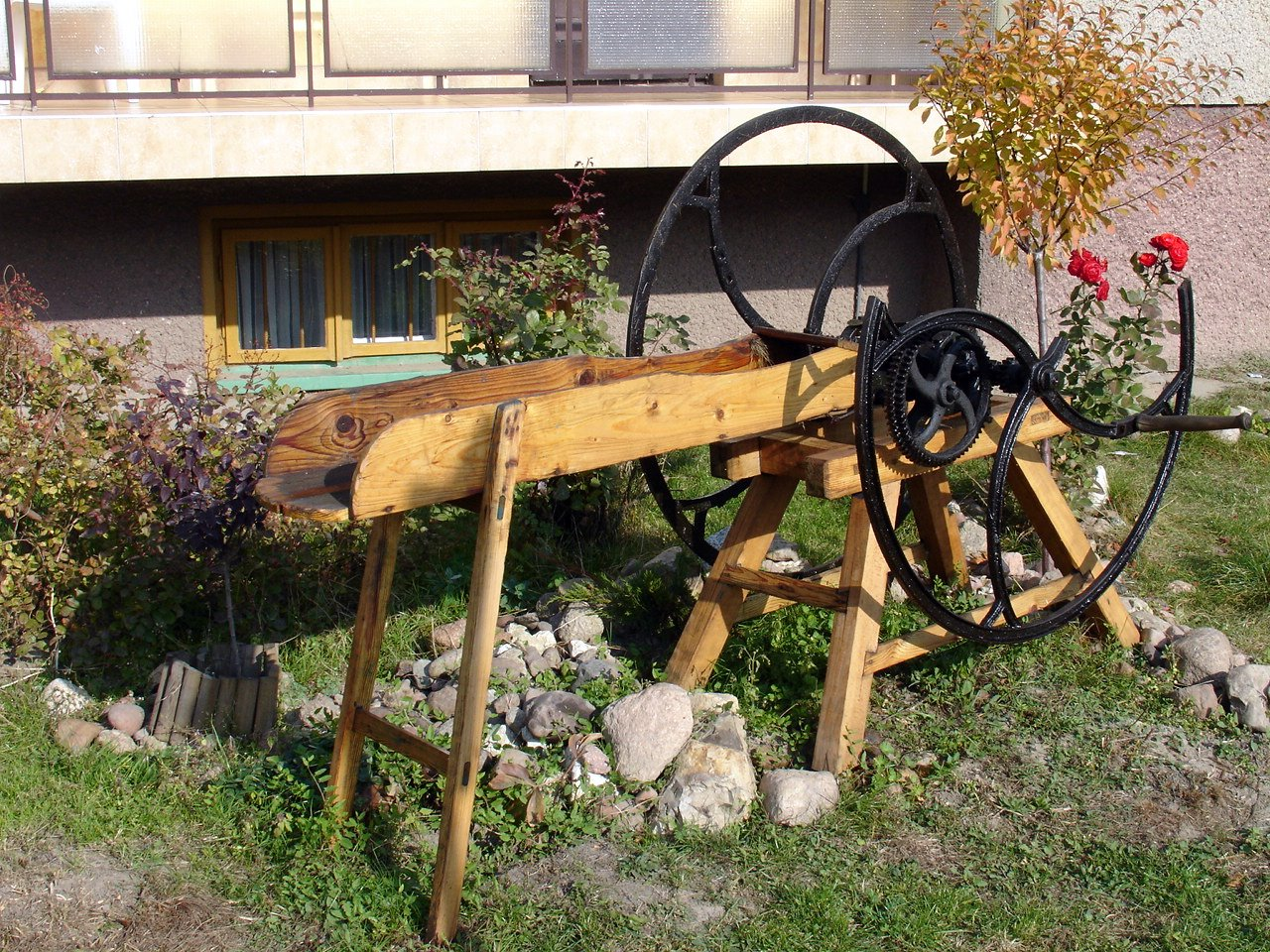
Ручна січкарня

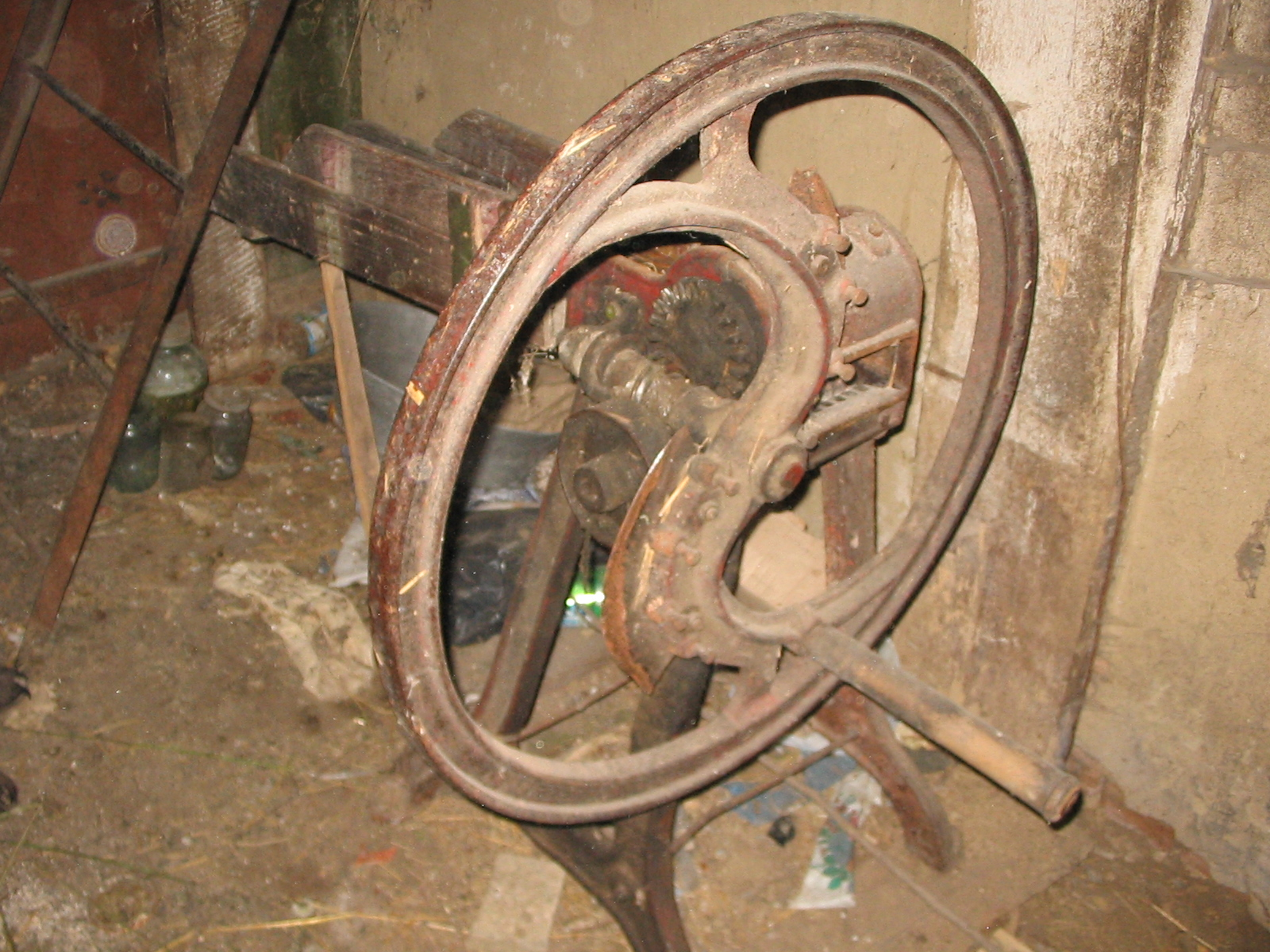
Січкарня

Січка́рня — механічне знаряддя для подрібнення (перетворення в січку) рослинних кормів на годівлю худобі, птиці. Січкарня для соломи називається ще соломорізкою.
Складається зі станини, на якій закріплений направлювальний жолоб для подачі бадилля до шнеків, що безпосередньо підводять його до лез ножів. Також на станині укріплене поперечне колесо-маховик із закріпленим на ньому ножами, виготовленим із легованої сталі. На колесі змонтована ручка, за допомогою якої обертовими рухами вручну знаряддя приводиться в дію. Деталі січкарні виготовлені з чавунного литва а направлювальний жолоб із деревини.
Січкарнею називається і приміщення, де встановлено цей механізм.